# Adriano Bardin
Adriano Bardin (Schio, 31 gennaio 1944) è un allenatore di calcio ed ex calciatore italiano, di ruolo portiere.

## Biografia
Sposato, è padre di un figlio e nonno di Bianca che, seguendo la passione di famiglia si dedica anch'ella al calcio, esordendo in Serie A nel corso della stagione Serie A 2017-2018.

## Caratteristiche tecniche
È stato un portiere atletico ed essenziale, sempre sicuro e affidabile.

## Carriera

### Giocatore

#### Club
Cresciuto nella squadra della sua città, nel 1963 si trasferì in giovane età al Lanerossi Vicenza, esordendo in biancorosso il 29 gennaio 1964 contro il Mantova, due giorni prima del suo ventesimo compleanno.
Rimase a Vicenza per due stagioni muovendosi quotidianamente da Schio al capoluogo berico con il treno, per approdare nel 1965 al Del Duca Ascoli, la squadra di Ascoli Piceno, militante in Serie C.
Dopo due buoni campionati in terza serie tornò a vestire la maglia biancorossa alternandosi con Franco Luison, questo ultimo ormai a fine carriera. Titolare fisso dal 1970, fu protagonista di molte salvezze che caratterizzarono la storia della società vicentina nella prima metà di quel decennio, fino alla retrocessione in Serie B del 1975.
In quell'anno passò al Cesena dove fece il secondo per altre due stagioni in Serie A, diventando titolare solo alla terza dopo la retrocessione fra i cadetti, partecipando nella stagione 1976-1977 anche all'avventura dei romagnoli in Coppa UEFA.
Nel 1978 passò alla SPAL, e successivamente al Padova, dove chiuse la carriera da giocatore nel 1983.
Tra i professionisti dal 1963 al 1983, come portiere ha totalizzato 266 presenze. In Serie A ha disputato 156 gare con L.R. Vicenza e Cesena, e in Serie B 50 partite con la SPAL.

#### Nazionale
Per due volte ha vestito la maglia azzurra della Nazionale Under-23 Semipro.

### Allenatore
Nel 1984 ha conseguito il patentino di allenatore di seconda categoria. Diventato preparatore dei portieri, in questa veste è stato scelto da Giovanni Trapattoni nelle sue esperienze al Cagliari, alla Fiorentina, al Benfica e allo Stoccarda. Per il Trap ha svolto il medesimo compito anche in Nazionale, partecipando al campionato del mondo 2002 in Corea del Sud e Giappone, e al campionato d'Europa 2004 in Portogallo.
Nella stagione 2008-2009 è stato l'allenatore in seconda del L.R. Vicenza.

## Palmarès

### Giocatore

#### Club
- Campionato italiano Serie C2: 1

Padova: 1980-1981 (girone A)

## Opere
- Adriano Bardin, L'ultimo spogliatoio, Verona, Ipertesto, 2013.  booktrailer, su adrianobardin.wordpress.com.